# Raymond Cruz
Raymond Cruz, född 9 juli 1961 i Los Angeles, Kalifornien, är en amerikansk skådespelare.

## Biografi
Raymond Cruz är född och uppvuxen i east Los Angeles, och är av mexikansk och amerikansk härkomst. Han är bland annat känd för sin roll som Julio Sanchez i The Closer, en roll som han sedan repriserar i spinoffen Major Crimes. Han har även setts i My Name is Earl, Breaking Bad och Alien återuppstår.

## Filmografi (urval)

### Filmer
| År   | Titel                                          | Roll                      | Notering |
| ---- | ---------------------------------------------- | ------------------------- | -------- |
| 1987 | Rika tjejer jobbar inte                        | Sam                       |          |
| 1988 | Twice Dead                                     | gängmedlem                |          |
| 1989 | Jag vet att jag heter Steven                   | stygging                  |          |
| 1990 | Gremlins 2                                     | budbärare                 |          |
| 1991 | Död på nytt                                    | butiksarbetare            |          |
| 1991 | Dödlig hämnd                                   | Hector                    |          |
| 1992 | Under belägring                                | Ramirez                   |          |
| 1993 | Blood In Blood Out                             | Chuey                     |          |
| 1994 | Påtaglig fara                                  | Ding Chavez               |          |
| 1995 | Jakten på den heliga elefanten                 | förste sergeant Adams     | Onämnd   |
| 1996 | The Substitute                                 | Joey Six                  |          |
| 1996 | The Rock                                       | sergeant Rojas            | Onämnd   |
| 1996 | Tid att älska                                  | Fernando Buttanda         |          |
| 1997 | Alien återuppstår                              | menige Vincent Distephano |          |
| 1999 | From Dusk Till Dawn 2                          | Jesus                     |          |
| 1999 | The Last Marshal                               | T-Boy                     |          |
| 2001 | Training Day                                   | prickskytt                |          |
| 2002 | Collateral Damage                              | Junior                    |          |
| 2004 | My Name Is Modesty: A Modesty Blaise Adventure | Garcia                    |          |
| 2005 | Kaos                                           | Chino                     |          |
| 2005 | Brothers in Arms                               | Pastor                    |          |
| 2006 | 10 Tricks                                      | Sal                       |          |
| 2015 | Cleveland Abduction                            | Ariel Castro              |          |

### TV-serier
| År        | Titel                      | Roll                   | Notering                      |
| --------- | -------------------------- | ---------------------- | ----------------------------- |
| 1993      | Mord och inga visor        | José "Joseph" Galvan   | Episod: "Double Jeopardy"     |
| 1997      | Arkiv X                    | Eladio Buente          | Episod: "El Mundo Gira"       |
| 1998      | Star Trek: Deep Space Nine | Vargas                 | Episod: "The Siege of AR-558" |
| 2000      | Harsh Realm                | sergeant Escalante     | 2 episoder                    |
| 2003      | 24                         | Rouse                  | 2 episoder                    |
| 2003–2006 | Nip/Tuck                   | Alejandro Perez        | 2 episoder                    |
| 2005–2012 | The Closer                 | Detektiv Julio Sanchez | 105 episoder                  |
| 2005–2008 | My Name is Earl            | Paco                   | 5 episoder                    |
| 2008–2009 | Breaking Bad               | Tuco Salamanca         | 4 episoder                    |
| 2012      | White Collar               | sheriff Morales        | Episod: "Most Wanted"         |
| 2012–idag | Major Crimes               | detektiv Julio Sanchez | Huvudroll                     |